# Havrîlivka, Teofipol
Havrîlivka (în ucraineană Гаврилівка) este localitatea de reședință a comunei Havrîlivka din raionul Teofipol, regiunea Hmelnîțkîi, Ucraina.

## Demografie
Componența lingvistică a localității Havrîlivka
     Ucraineană (98,85%)
     Alte limbi (0,14%)
Conform recensământului din 2001, majoritatea populației localității Havrîlivka era vorbitoare de ucraineană (98,85%), existând în minoritate și vorbitori de alte limbi.